# الجمعة (ذمار)

تعديل مصدري - تعديل

الجمعة هي مدينة ومركز مديرية جبل الشرق بمحافظة ذمار اليمنية، بلغ تعداد سكانها 773 نسمة حسب الإحصاء الذي أجري عام 2004.